# رومان حمومة
رومان حمومة (بالفرنسية: Romain Hamouma) ، من مواليد 29 مارس 1987 بلير، هو لاعب كرة قدم فرنسي من أصل جزائري . وهو لاعب خط وسط هجومي تكون في نادي سوشو مع اللاعب الجزائري رياض بودبوز ، ولكنه شق طريقه الاحترافي في نادي لافال لينتقل بعدها لنادي كان .

## السيرة الذاتية
- حمومة بدأ مسيرته في نادي لافال الذي عاد لدوري الدرجة الثانية، بعد أدائه المشهود. وانتقل بسببه إلى نادي كان الفرنسي لثلاث سنوات والذي صعد بدوره إلى دوري الدرجة الأولى الفرنسية وبلغت الصفقة مليون أورو يوم 15 أغسطس 2010 ولعب أول مباراة له مع هذا النادي ضد نادي ليون الفرنسي ومنذ تلك المباراة وهو يشارك وسجل أول أهدافه في مباراة نادي رين في المرحلة الأخيرة من مرحلة الذهاب.
- وفي بداية مشوار الإياب أبهر اللاعب رومان حمومة كل المتتبعين بتسجيله الهدف الثاني له في مرمى نادي بريست وقاد فريقه إلى الفوز على بريست بنتيجة 3-1.

## النوادي
| الموسم      | النادي        | الدولة | دوري الموجود النادي فيه      | البطولة                             | الكأس             |
| ----------- | ------------- | ------ | ---------------------------- | ----------------------------------- | ----------------- |
| 2008 - 2009 | نادي بيسانكون | فرنسا  | دوري فرنسا للهواة لكرة القدم | 33 مباراة, 9 أهداف                  | -                 |
| 2009 - 2010 | نادي لافال    | فرنسا  | ليغ 2                        | 34 مباراة, 10 أهداف, 4 كرات حاسمة   | 5 مباراة, 2 أهداف |
| 2010 - 2011 | نادي كان      | فرنسا  | ليغ 1                        | 17 مباراة، هدفان، مباراتان حاسماتان | -                 |

## روابط خارجية
- رومان حمومة على موقع الاتحاد الأوربي (الإنجليزية)
- رومان حمومة على موقع قاعدة بيانات كرة القدم.إي يو (الإنجليزية)
- رومان حمومة على موقع ليكيب (الفرنسية)
- رومان حمومة على موقع Soccerway.com (الإنجليزية)
- رومان حمومة على موقع عالم كرة القدم.نت (الإنجليزية)
- رومان حمومة على موقع AS.com (الإسبانية)
- رومان حمومة على موقع GSA (الإنجليزية)